# Ocharcoaga
Ocharcoaga és un documental espanyol de 1961 dirigit per Jordi Grau i Solà per enaltir la labor del Ministeri d'Habitatge d'Espanya per solucionar el problema del barraquisme a Bilbao. Va ser realitzat per ser visionat pel general Franco i filmat en quatre dies en col·laboració amb José Luis Guarner i Jesús Yagüe.

## Argument
A la fi de la dècada de 1950, Bilbao es trobava envoltat de poblats de barraques en els quals vivien milers d'immigrants que, majoritàriament des d'altres regions espanyoles, es van traslladar a Biscaia a la recerca d'un millor avenir. En una visita a Bilbao en 1958, el general Franco es va mostrar, segons els mitjans de comunicació de l'època, disgustat per l'existència d'aquests poblats, va ordenar que es construïssin habitatges per als barraquistes. El Ministeri de l'Habitatge va acatar l'ordre i va aixecar el polígon d'Otxarkoaga, mentre en 1960 es va començar la voladura de les barraques. El ministeri va encarregar la filmació d'aquest curtmetratge al cineasta català Jordi Grau i Solà (Barcelona 1930) com a prova que s'havia acabat amb el barraquisme en la vila biscaina.
El curtmetratge recull imatges de la vida dels barraquistes i la construcció del barri, així com el moment de lliurament dels habitatges, destacant especialment els avantatges del nou barri en comparació de les barraques, com és l'aigua corrent, els centres d'ensenyament, els comerços...

## Exhibició privada
La cinta es va filmar exclusivament per ser visionada pel General Franco i no per a la seva exhibició pública o per a la seva circulació a través del NO-DO. Si bé el curtmetratge va ser encarregat pel Ministeri de l'Habitatge, el director Jordi Grau va realitzar un treball subtilment crític. Els plànols de l'interior de les barraques estan acompanyats per una xiulada humana, que recorda que encara en la misèria hi havia vida; es mostren a més diversos plànols en picat, amb arestes punxegudes, de la nova urbanització, amb música electrònica, en contraposició amb les imatges més amables i trempades de les famílies en les barraques.
Si ben els responsables del Ministeri de l'Habitatge es van mostrar d'acord amb la cinta, qualificant-la fins i tot de poètica, Franco va ordenar tornar a filmar part del curtmetratge a causa que es va mostrar en desacord amb les imatges d'inquilins cohibits i incòmodes davant els avenços dels seus nous habitatges i no tan alegres com caldria esperar. El director va haver de tornar a Bilbao l'endemà per filmar diversos plànols de ciutadans somrients i contents que s'inclouen en el muntatge final. Aquests plànols destaquen respecte als originals a causa que els primers estaven rodats en un dia de sol i els segons amb un cel gris.

## Recuperació
En 2008 la Filmoteca Basca i la Filmoteca Espanyola, en col·laboració amb l'Ajuntament de Bilbao, recuperaren la cinta i la restauraren. Es va projectar el 21 de novembre a l'Arriaga Antzokia de Bilbao, obrint el 50è Festival Internacional de Cinema Documental i Curtmetratge de Bilbao (ZINEBI). Posteriorment es va exhibir en el centre cívic d'Otxarkoaga durant els dies 25 i 26 de novembre, en sis sessions diàries, a les que acudiren més de mil persones.
A causa del gran interès suscitat entre els veïns d'Otxarkoaga, principalment entre aquells que van ser reallotjats al barri, l'Ajuntament de Bilbao va editar el curtmetratge en DVD i va realitzar un tiratge de 2.000 unitats. Els DVD van ser repartits gratuïtament el 5 de gener de 2008, des de les 9 del matí, al centre cívic d'Otxarkoaga, a raó de un exemplar per família i fins a esgotar existències.